# Łutyszcze
Łutyszcze (ukr. Лутище) – wieś na Ukrainie, w obwodzie sumskim, w rejonie ochtyrskim, w hromadzie Czerneczczyna. W 2001 liczyła 347 mieszkańców, wśród których 332 wskazało jako ojczysty język ukraiński, a 15 rosyjski.